# Urano (astrologia)

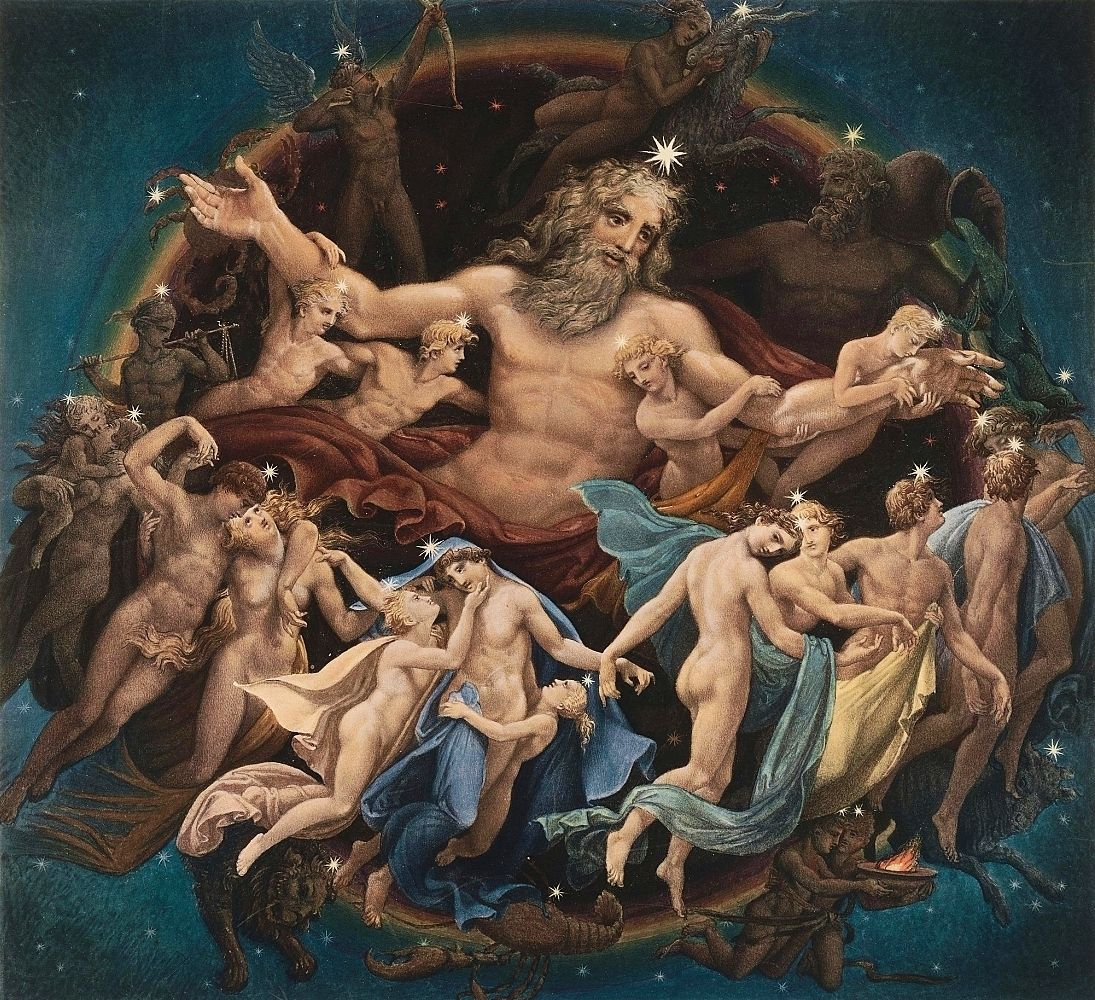
Urano e la danza delle stelle, dipinto di Karl Friedrich Schinkel (1834) all'Architekturmuseum di Berlino.

Il pianeta Urano è stato scoperto nel 1781 da Herschel, è considerato in astrologia uno dei pianeti lenti in quanto compie la sua orbita intorno al Sole in 84 anni e 7 giorni e rimane in ciascun segno zodiacale 7 anni.

## Caratteristiche e posizioni

Simbolo di Urano in astrologia

Il suo domicilio è nel segno dell'Acquario, la sua esaltazione è in Vergine, è in esilio in Leone ed è in caduta in Pesci.
Viene considerato il pianeta dell'imprevisto, dell'originalità, del progresso e della tecnologia, associata soprattutto all'elettricità evidenziata dal glifo che ricorda un'antenna. 
Come Saturno viene considerato malefico ma non porta restrizioni.
In alcune concezioni astrologiche come quella antroposofica, Urano è considerato un pianeta esterno al sistema solare che non ha partecipato alla sua formazione ma si è aggiunto ad esso solo in seguito, e pertanto la sua influenza astrale sulla Terra non è ritenuta di particolare rilevanza.

## Urano nei segni
In Ariete

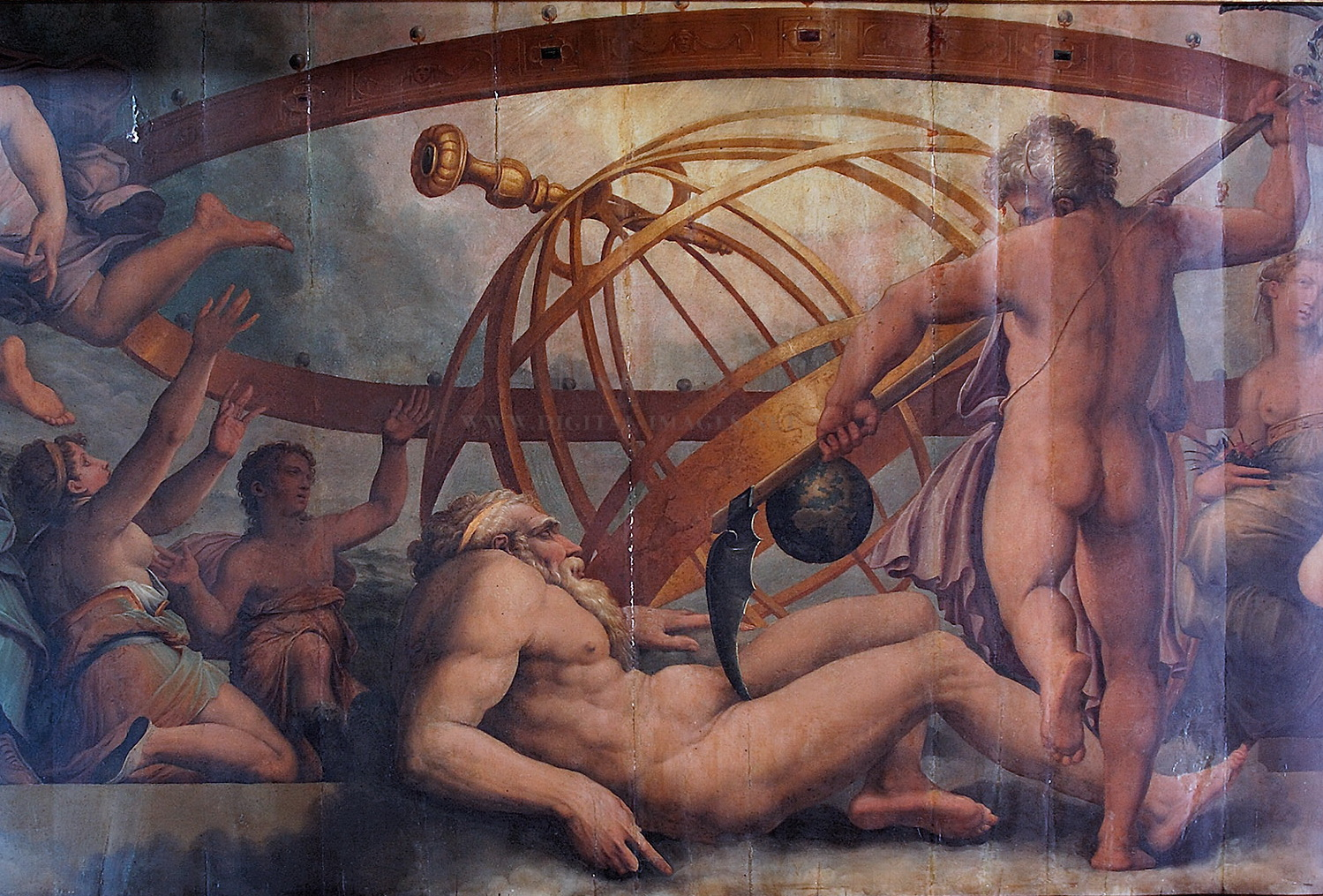
Urano mutilato da Saturno, dettaglio dall'affresco di Giorgio Vasari sul soffitto della Sala degli Elementi a Palazzo Vecchio, Firenze.

Accentua la vitalità tipica dell'Ariete, la sua originalità e il lato impulsivo. In negativo: provoca scoppi di ira e collera, nervosismo, insofferenza al rapporto di coppia. 
In Toro
Porta al massimo la volontà, la possessività e l'ostinazione, può portare all'amore per l'arte o per la concretezza. In negativo: porta ad una eccessiva possessività ed egoismo.
In Gemelli
Tipico dei temperamenti che sono all'avanguardia, In negativo: da eccessivo nervosismo e difficoltà nei rapporti coni fratelli. 
In Cancro
Rende più timidi ed insicuri, fa amare ciò che è tradizionale o viene dal passato. Si trova in chi ha forti legami con la famiglia può conferire poteri medianici. In negativo:esaspera la sensibilità, crea problemi in famiglia e porta ad attuare comportamenti anticonvenzionali.
In Leone
Accentua il dogmatismo che è nella persona, In negativo:il dogmatismo diventa maniacale.
In Vergine
Conferisce all'intelligenza un'impronta analitica, gli interessi si rivolgo alle materie scientifiche e pratiche, al negativo rende nervosi ipercritici e pedanti.
In Bilancia
Dona un carattere armonioso, grandi capacità artistiche e doti magnetiche, al negativo poco interesse negli affetti e un'idea dell'amore originale.
In Scorpione
Dona curiosità audacia e fascinazione verso l'occulto.Dona interesse per il campo metafisico. In negativo istinto autodistruttivo e violento. fa tendere all'estremismo. 
In Sagittario
Spirito dell'avventura e marcata religiosità, . In negativo si tende all'eccessiva temerarietà e all'autodistruzione. 
In Capricorno
Intelligenza riflessiva, marcata ambizione, ottime doti organizzative. In negativo l'affermazione dell' Io avviene con eccessiva durezza. 
In Acquario
Il segno dove è in domicilio: ne esalta le caratteristiche di originalità e indipendenza. In negativo: spirito eccessivamente ribelle.
In Pesci
In questa posizione rende intuitivi, mistici, più influenzato dal cuore che dalla ragione. In negativo: rende timidi instabili e ipocondriaci.